# South African Secret Service
Der South African Secret Service (SASS) war der frühere Name eines südafrikanischen Geheimdienstes. Derzeit ist er als Außenstelle der State Security Agency bekannt. Er ist für alle nichtmilitärischen Auslandsnachrichten und für die Spionageabwehr innerhalb des Dienstes selbst verantwortlich. Es ist auch dafür verantwortlich, diese Informationen zu sammeln, zueinander in Beziehung zu stellen, auszuwerten und zu analysieren.

## Geschichte
Der SASS wurde 1994 nach den ersten gemischtrassigen Wahlen in Südafrika gegründet (siehe Wahlen in Südafrika 1994). Er wurde geschaffen, um die Auslandsnachrichtendienste des inzwischen aufgelösten National Intelligence Service (NIS) zu übernehmen, während die inländischen Nachrichtendienste von der National Intelligence Agency (NIA) übernommen wurden. Sowohl der SASS als auch die NIA wurden im Rahmen des Intelligence Act von 1994 geschaffen. Der Dienst führt auf Anfrage des Präsidenten und des Ministers für Staatssicherheit nachrichtendienstliche Informationen durch. Er wird von einem Generaldirektor geleitet und war vor 2009 eine selbstverwaltete Organisation, die Mitglied des National Intelligence Co-ordinating Committee (NICOC) war. Seit 2009 ist der südafrikanische Geheimdienst nun eine Abteilung der State Security Agency und weiterhin für den Auslandsgeheimdienst zuständig, behält aber einen eigenen Zweigleiter. Der Generaldirektor des Staatssicherheitsdienstes und der SASS-Direktor des Auslandsnachrichtendienstes berichten ihrerseits über das National Intelligence Co-ordinating Committee an den Minister für Staatssicherheit. Im August 2013 gab der Minister für Staatssicherheit, Siyabonga Cwele, Batandwa Siswana als neuen Direktor des Auslandsgeheimdienstes bekannt. Weitere gleichzeitige Ernennungen waren Joyce Mashele als stellvertretende Generaldirektorin für Sammlung, Afrika und Matshidiso Mhlambo als stellvertretende Generaldirektorin für den Rest der Welt.

## Leitende Personen
- 1995–1996 Mike Louw[5]:346
- 1996–1999 Billy Masetlha[5]:346
- 1999–2009 Hilton Dennis[5]:347
- 2009–2012 Mo Shaik[6]
- 2012–2013 Simon Ntombela (acting DG)[4]
- 2013–2016 Batandwa Siswana[4]
- 2016–2020 Joyce Mashele (acting DG)[7]
- seit 2020 Robert McBride[7]

## Aktuelle Situation
Der Dienst ist in Bezug auf seine Operationen äußerst geheim und daher gelangen nur wenige Details an die Öffentlichkeit. Unter Berücksichtigung der aktuellen südafrikanischen Politik und Bedenken scheint sich die Aufmerksamkeit der SASS jedoch derzeit auf zwei Hauptbereiche zu konzentrieren: Die Aktivitäten von Al-Qaida und ähnlichen Gruppen im Ausland in Bezug auf die Sicherheit Südafrikas und die Aktivitäten illegaler Südafrikanische Söldner, vor allem in Teilen Afrikas und im Irak. Der südafrikanische Geheimdienst ist einer der elitären Geheimdienste in Afrika; ein anderer ist der Staatssicherheitsdienst in Nigeria.